# Битка на Фригиду
Битка на Фригиду (данас Випави у Словенији) вођена је 5. и 6. септембра 394. између војски Источно Римског царства и Западног Царства. Теодосије I предводио је војску Источног Царства, а Евгенијев magister militum Арбогаст је био на челу војске Западног римског царства.
Пораз Запада је био један од одлучујућих догађаја римске историје: последњи пут у историји Римског царства власт над читавим Царством је поново била у рукама једног човека, Теодосија I. Што је можда још значајније, Евгенијев пораз определио је бржу и поузданију христијанизацију Запада.

## Догађаји који су претходили бици
Углавном пагански сенат био је већ дуже времена (још од Константина Великог) у свађи са хришћанским царевима који су столовали у Милану и Цариграду. Сенатори су често захтевали повратак паганизма, често истичући да је хришћанство угрозило традиционалну римску религију која је омогућила велики успех римске државе у прошлости. Цареви су истицали предности хришћанства. Али, ово је била више академски неспоразум.
Међутим, 15. маја 392. Валентинијан II је пронађен мртав у својој резиденцији у данашњем Бечу. Он је иначе био присталица јеретичког аријанства, али је био истовремено веома оштар према остацима паганизма на Западу.
После Валентинијанове смрти, Арбогаст magister militum, био је стварни владар Запада. Односи између њега и Теодосија I су се се заоштрили: изгледа да је Теодосије веровато да је Валентинијан био убијен. У то је веровала Теодосијева жена, иначе рођена сестра мртвог Валентинијана.
Арбогаст се надао да ће постићи споразум са Теодосијем. Ипак, када је постало јасно да ће се Теодосије одлучити за рат, Арбогаст је решио да постави свог претедента на престо Запада.
22. августа 392. Арбогаст је за цара поставио Евгенија, учитељa реторике. За то постављење био је и тадашњи преторијански префект као и већина сенатора. Али, неки сенатори се нису слагали са овом одлуком.
Евгеније је, поставши цар, именовао неколико паганских сенатора на важне положаје у Западном римском царству. Такође, посветио је пагански олтар Победе као и храм Венере и Роме у Риму. То је изазвало протесте утицајног епископа Амброзија Миланског, а још више је изазвало Теодосијево подозрење.
Као хришћанин, Теодосије I је био шокиран повратком паганства на Западу. Поред тога, и даље је остало нерешено питање Валентинијанове смрти. Евгеније је наставио са провокативним потезима, уклањајући све достојанственике на Западу које је својевремено поставио Теодосије када је предавао власт Валентинијану.
Када су посланици са Запада стигли са захтевом да се Евгеније призна за цара Запада, Теодосије I се није изјаснио стриктно, али није ни одбио могућност споразума. Ипак, на крају, Теодосије је свог двогодишњег сина Хонорија прогласио за цара Запада јануара 393. године, што је у ствари била имплицитна објава рата.

## Теодосијеве припреме
У следећих годину и по дана Теодосије је припремао своје трупе за напад.
Маја 394. војска истока је кренула из Константинопоља. Међу војском је било много варварских помоћних трупа. Нарочито су били бројни Готи. Сам цар Теодосије I је предводио своју војску, а међу његовим официрима био је и доцније чувени Вандал Стилихон.
Војска Истока је прешла Панонију и стигла је до Јулијских Алпа. Теодосију и његовим војсковођама је било чудно што су главни путеви кроз планинске кланце били нечувани. Арбогаст, на основу искуства која је стекао у борби против узурпатора Магнуса Максимуса, одлучио је да брани само Италију а да алпске прелазе остави небрањене. Арбогастове јединице састојале су се махом од Франака.
Тако је Теодосијева војска стигла у близину Аквилеје, код реке Фригида, првих дана септембра.

## Битка
Теодосије је одмах напао. Прво су напали његови Готи, али овај напад није донео неки резултат. Дан је завршен победом Запада, Евгеније је у свом логору славио успех, а Арбогаст је послао своје јединице да затвори алпске прелазе како поражени непријатељ не би побегао.
Али, Теодосије је следећег јутра поново напао. Док је трајао напад дошло је до велике олује, а јак ветар је засметао војскама Запада. Арбогастове јединице су биле овим поколебане, а Теодосије је тако готово неочекивано победио.
У исходу, Евгеније је био заробљен и доведен пред Теодосија. Замолио је милост, коју није добио. Глава му је одрубљена. Арбогаст је успео да побегне, али, свестан да ће брзо бити ухваћен, после неколико дана је извршио самоубиство.

## Последице
Била је то коначна победа Теодосија, без обзира што је и он претрпео велике губитке. Западни пагани су се брзо предали Теодосију, који је постао последњи цар уједињеног Царства.
Битка је био последњи покушај пагана да се супротставе победи хришћанства. Победа истока је такође убрзала пропаст римске војске на западу, што је убрзало пропаст Западног римског царства у целини.